# Spinnerij

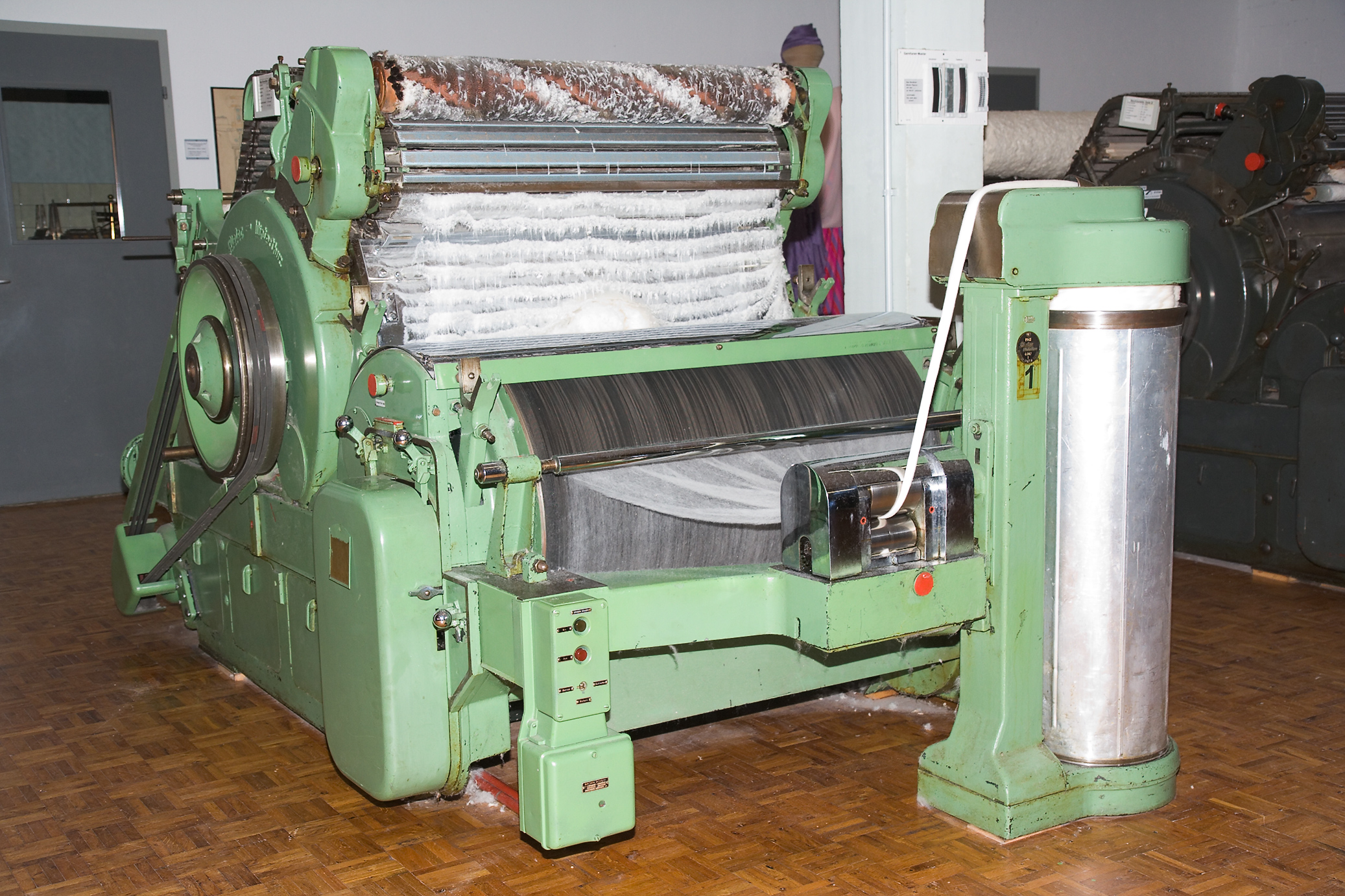
Kaarde met lont

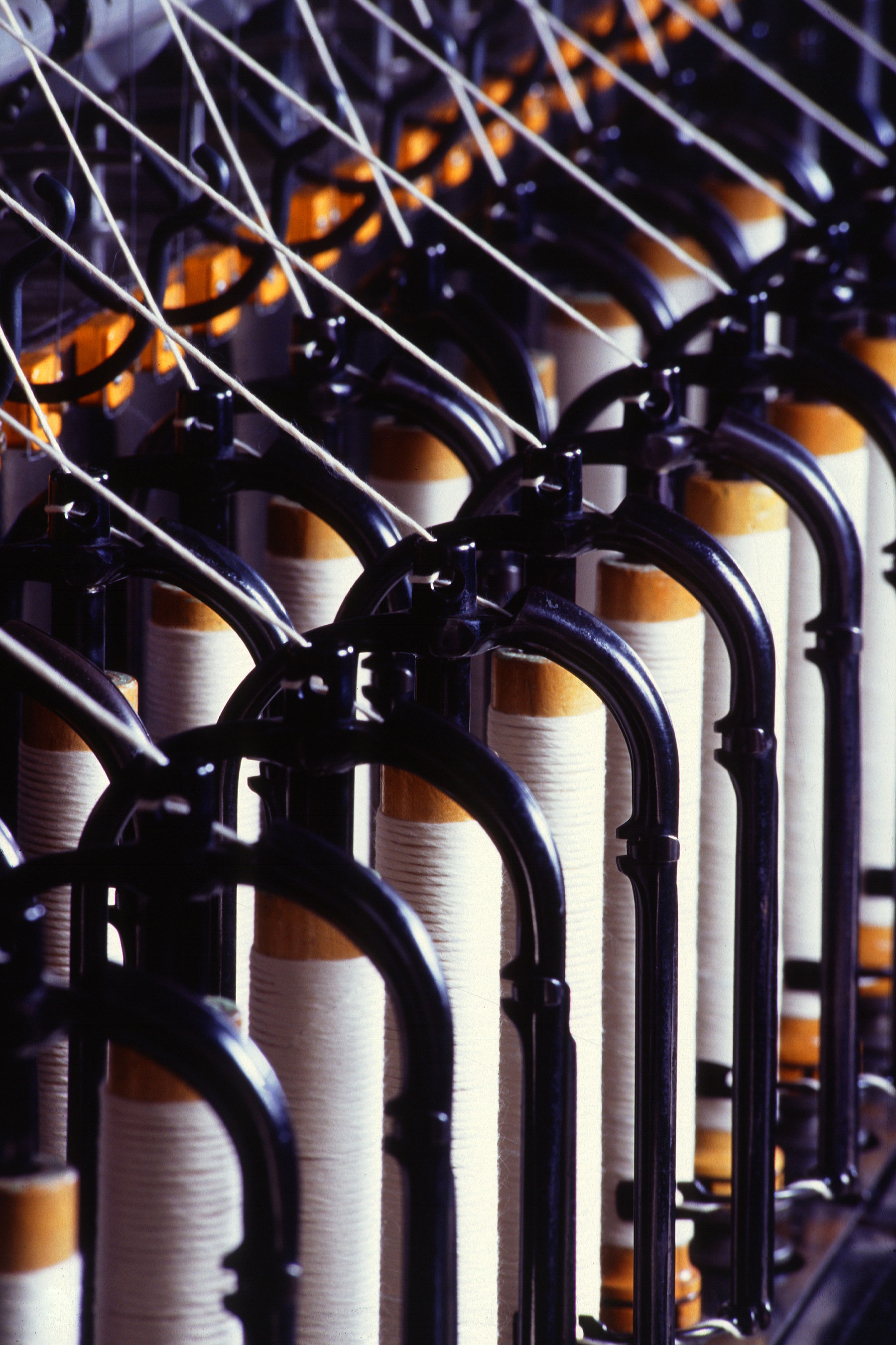
Klos met voorgaren in een spinnerij

Een weverij tijdens de Nationale Tentoonstelling van Vrouwenarbeid 1898

Een spinnerij is het bedrijf waar de eerste productiestap uitgevoerd wordt die nodig is voor een textielproduct van grondstof tot (half) afgewerkt product. De SERV (Sociaal-Economische Raad van Vlaanderen) onderscheidt de volgende productieonderdelen:
1. Spinnerij
2. Weverij
3. Tuft
4. Breierij
5. Non-woven (vliesvorming)
6. Ververij/veredeling

Voor een bepaald product wordt een van de bewerkingen weven, tuften, breien of vliesvorming uitgevoerd.

## Spinmachines
Het handmatig spinnen is eentonig en vooral een langdurig, dus kostbaar, proces. Bij de industrialisatie is het weven veel sneller geëvolueerd en daardoor ontstond een groot gebrek aan garens, daar niet voldoende garens met de hand konden worden gesponnen.

## Geschiedenis
- 1764 Spinning Jenny, uitgevonden door James Hargreaves. Het nadeel aan de Spinning Jenny, die al dateerde van 1764, was dat die enkel fijne breekbare draad kon spinnen, die enkel geschikt was voor de inslag (24 garens in een keer met de hand spinnen).
- 1769 Waterframe: uitgevonden door Richard Arkwright in 1769. Een verbetering met de aandrijving op waterkracht, die echter enkel grove, sterke draad kon spinnen, die geschikt was voor schering.
- 1779 werd een combinatie van beide machines ontwikkeld, de Mule Jenny, die zowel sterkere als fijnere draden kon spinnen, nodig voor het weven van puur katoen. Men was niet meer afhankelijk van een linnen ketting (schering). Alles in een ontwikkeling naar een grotere garenproductie om de veel grotere vraag naar weefsels bij te houden. (een veelvoud aan garens in een keer spinnen)
- 1780 het duurde nog tot 1780 echter vooraleer spintoestellen aangedreven werden met stoomkracht.

De self-actor was een verdere ontwikkeling van de spinning Jenny die nog met de hand bediend werd. De self-actor was zogenaamd 'self-acting', het twisten (draaien) van de spinlont, evenals het opspoelen van het garen op klosjes gebeurde machinaal.
Daardoor is het spinnewiel al snel in onbruik geraakt en vervangen door grote en efficiënte spinmachines, die bovendien mooiere regelmatige draden kunnen produceren.
Sinds de industriële revolutie aan het einde van de 18de eeuw, dringt de term fabriek zich op. In tegenstelling met een manufactuur (manuele fabricatie), worden er op grote schaal machines gebruikt.

## Industrieel spinnen

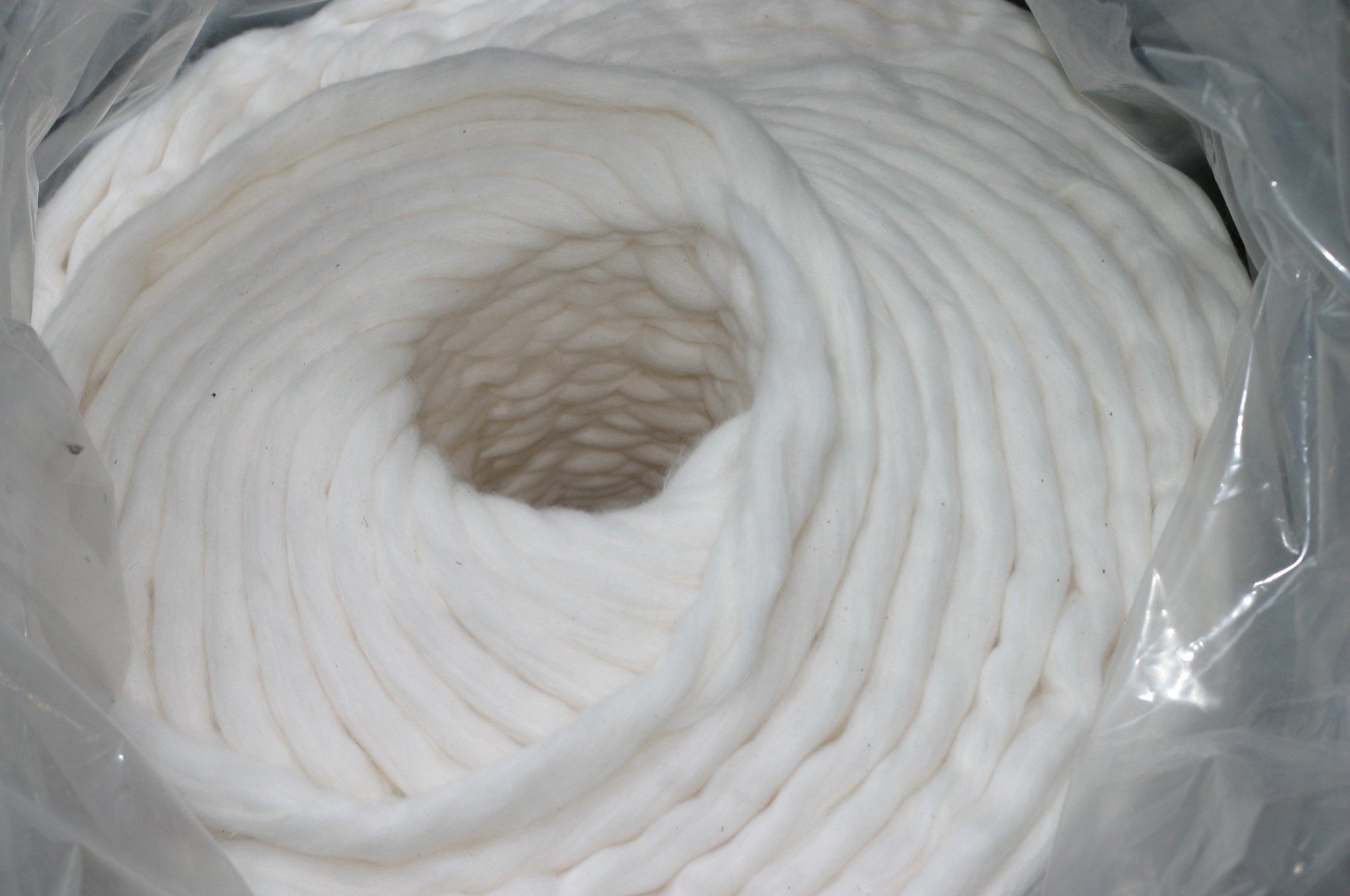
Lont

De voorbereiding voor het industriële spinnen bestaat uit een aantal stappen:
- openen van de balen tot grove vlokken van vezels;
- reinigen van de vezels van verontreinigingen en bij katoen van zaadresten en bij wol van wolvet;
- kaarden van de vezels en vormen van een lont;
- samenvoegen van meerdere lonten en rekken van de bundel waarbij de vezels langs elkaar glijden en zo parallel komen te liggen en tevens de gelijkmatigheid verbeterd wordt. Dit proces kan ook gebruikt worden om verschillende vezels te mengen zoals polyester en katoen;
- de lont kan hierna nog gekamd worden om de kwaliteit te verbeteren;
- rekken en iets samen draaien van de lont om een voorgaren te vormen.

## Afbeeldingen

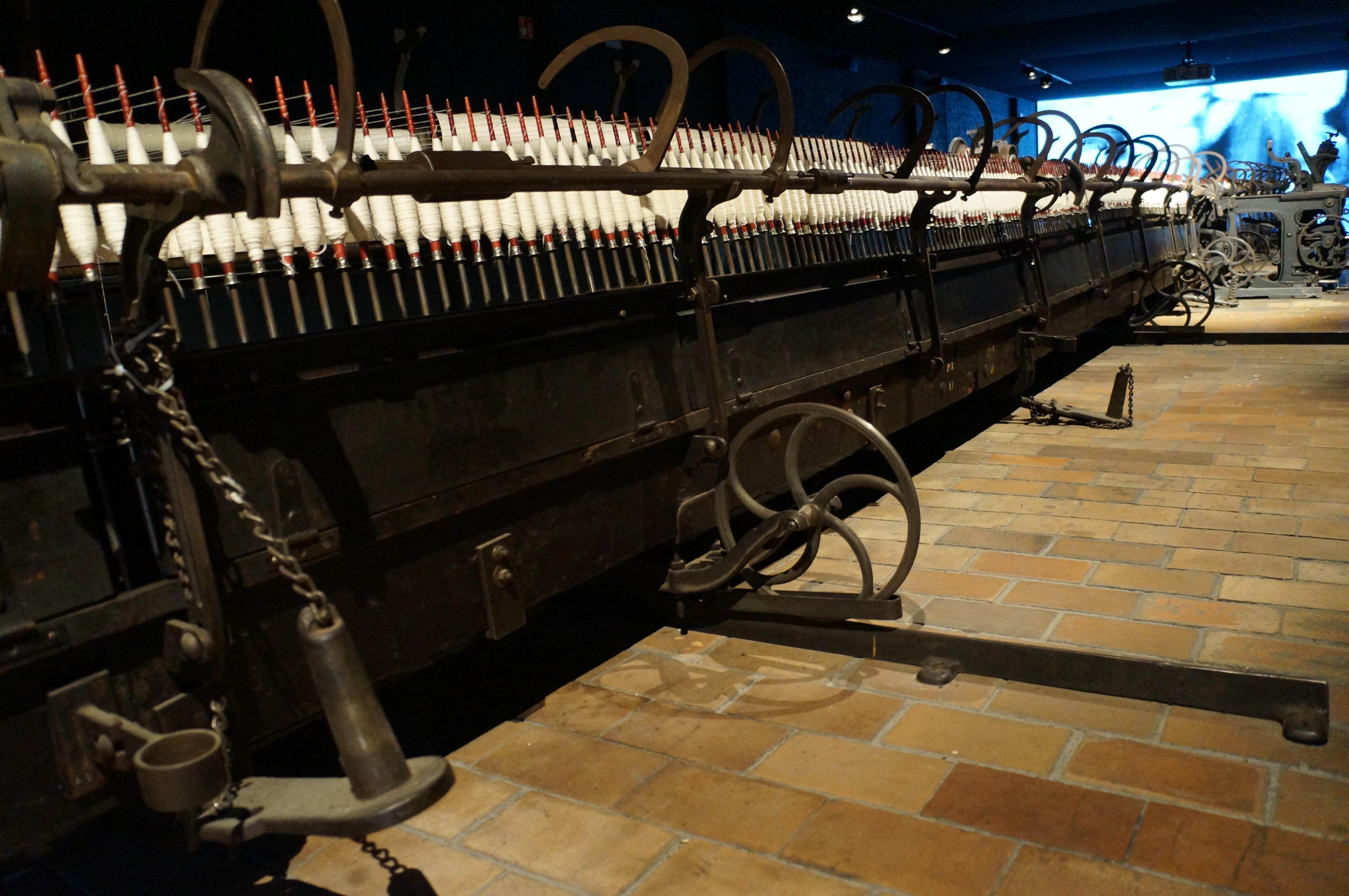
Self-actor in het Industriemuseum
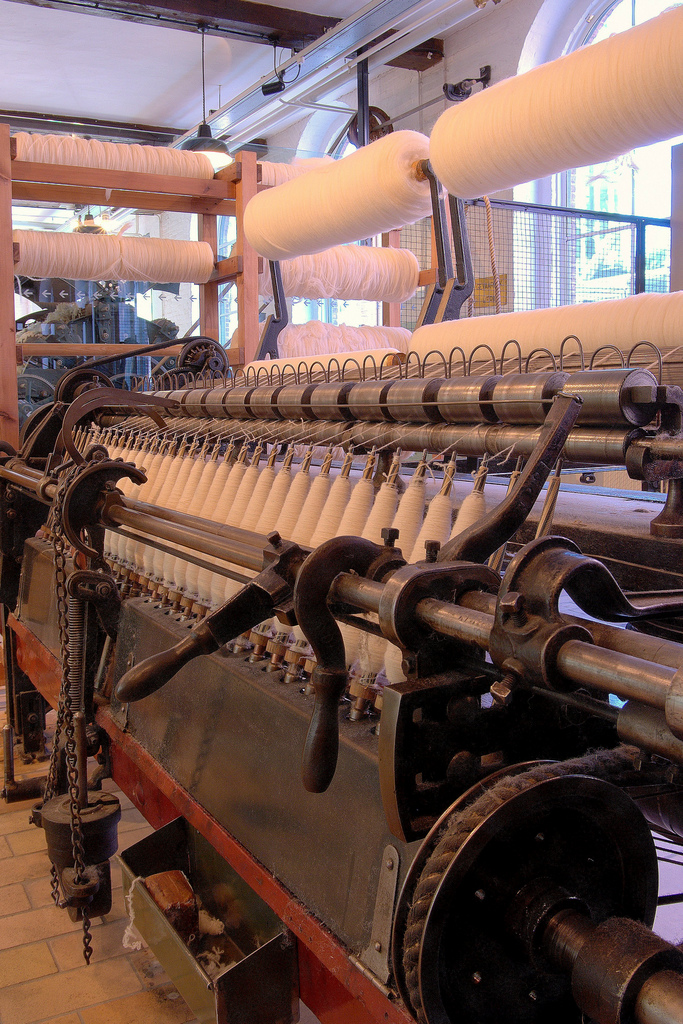
Selfactor, Spinmachine, Ateliers Houget Verviers, 1925, TextielMachine, Tilburg
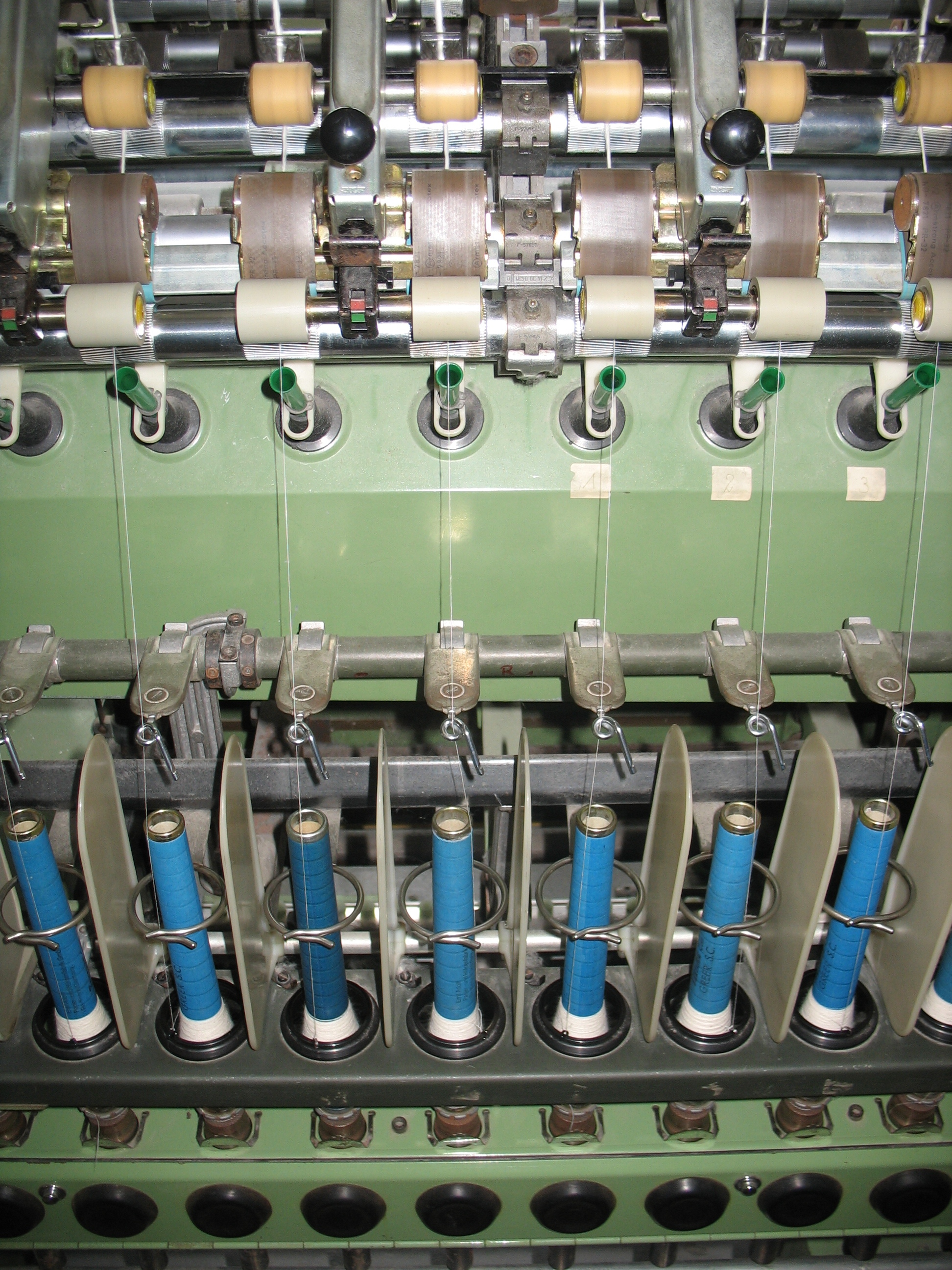
Ringspinnen
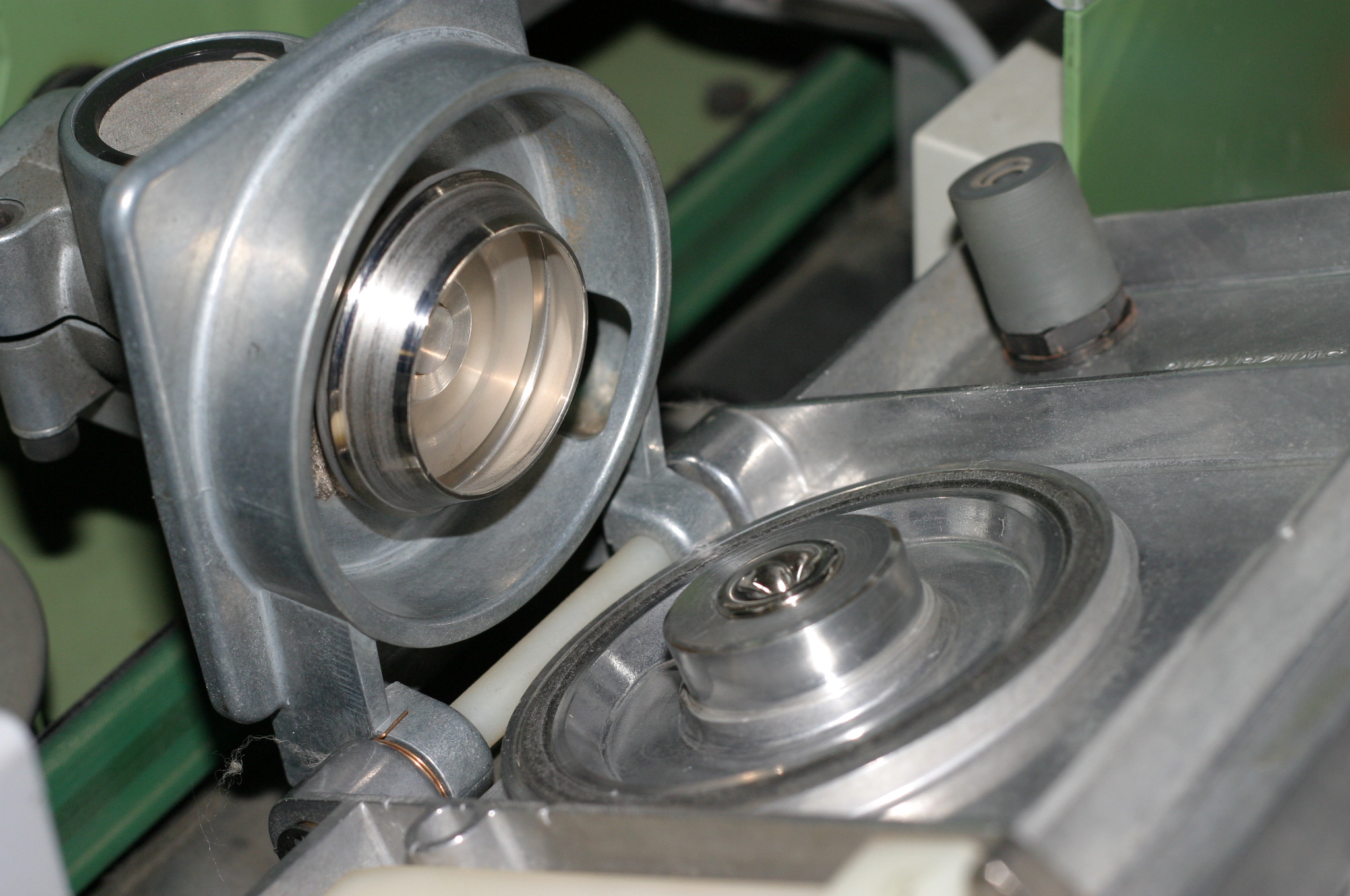
Geopende rotor
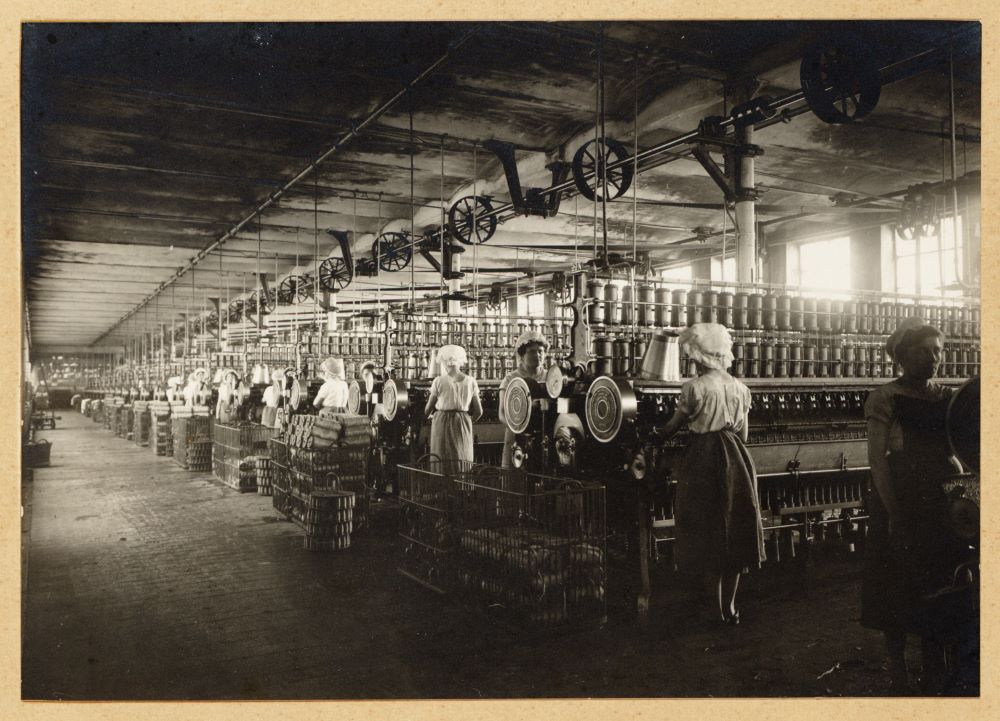
Binnenzicht van een spinnerij

In de industrie worden momenteel meestal de ringspin- en de rotor- of openend spinmachine toegepast. De ringspinmachine is al in 1828 ontwikkeld door John Thorpe. De rotorspinmachine is pas in 1955 voor het eerst gepresenteerd.
Bij het ringspinnen wordt het voorgaren eerst uitgerekt, waarbij de gewenste dikte of garennummer ontstaat. De vezelband loopt dan door een C-vormige traveller of loper, die op een ring zit naar een huls. Deze huls draait rond en sleept daarbij de traveller mee. Daardoor wordt de vezelband om zijn as gedraaid en het garen krijgt hierbij het gewenste aantal draaiingen (twist) en dus zijn sterkte. Het garen van een aantal cops wordt bij elkaar opgespoeld op een kruisspoel om een grotere looplengte te krijgen.
Het rotor- of open end spinnen is een korter proces omdat er geen voorgaren gemaakt wordt. Het garen wordt rechtstreeks uit de lont gesponnen. De lont wordt tot in de enkele vezels uit elkaar gehaald (open end) en dan door een luchtstroom in de snel ronddraaiende rotor gevoerd. De vezelband wordt als in een centrifuge tegen de rotorwand geslingerd en blijft daar tot de gewenste garendikte bereikt is. Daarna wordt ze axiaal door het midden van de rotor afgevoerd en daarbij om haar as gedraaid en tot garen gevormd. Dit garen wordt rechtstreeks op een kruisspoel opgewikkeld. Het overspoelen vervalt dus ook.
Beide spinprocessen zijn op dit moment voor het grootste deel geautomatiseerd om de kwaliteit te verbeteren en de arbeidskosten te verlagen.

## Twijnen

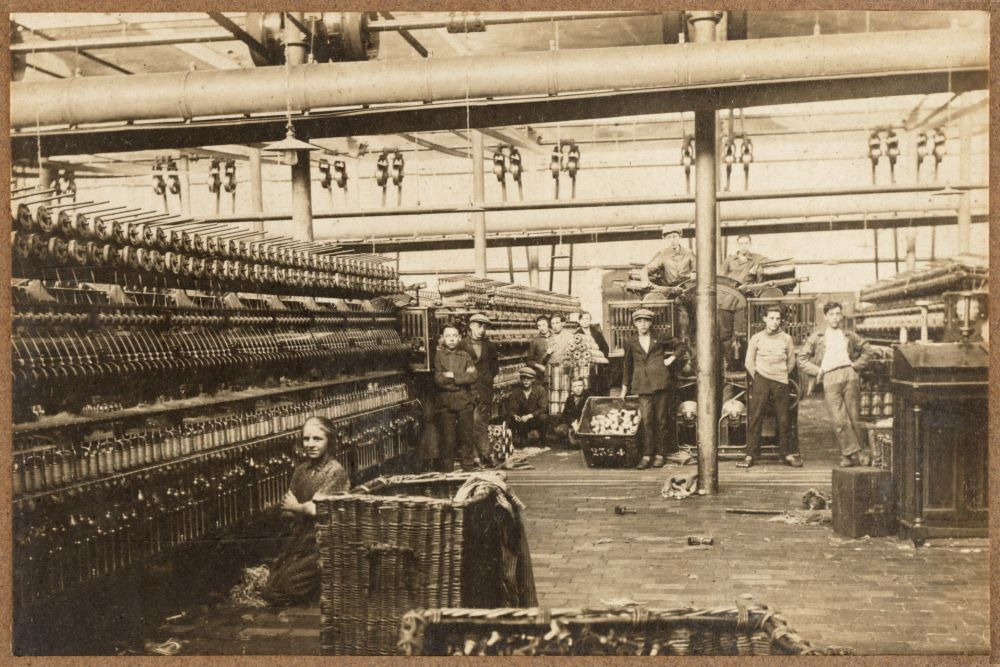
Binnenzicht spinnerij met twijnmolens

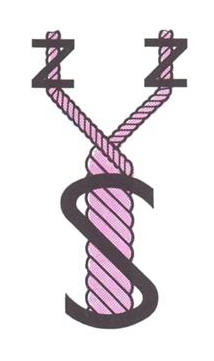
S twijn uit 2 Z getwiste garens

Een enkele gesponnen draad is soms te dun of te zwak, daarom moet na het spinnen getwijnd worden. Twijnen is het in elkaar draaien van ten minste twee draden. Dit twijnen kan als hobby gebeuren met het spinnewiel, in de industrie met ringtwijn of DD twijn machines. Als gesponnen garens in dezelfde richting als de twistrichting worden samengetwijnd ontstaat een harde, levendige en sterke twijn bijvoorbeeld voor naaigarens. Voor kledingtoepassingen zal meestal in omgekeerde richting getwijnd worden om in getwijnd zachtere draden te krijgen. Ook kunnen op deze manier draden van verschillend materiaal, kleur of structuur worden getwijnd om bepaalde effecten te krijgen.